# Пазуняк Наталія Романівна
Ната́лія Романівна Пазуня́к (до шлюбу Іщук; 24 лютого 1922, Київ — 12 жовтня 2017, Філадельфія, Пенсильванія, США) — українська літературознавиця, лінгвістка. Професор славістики Пенсильванського університету, активна діячка українського жіночого руху в США, зокрема організації «Український Золотий Хрест», держсекретарка останнього уряду УНР в екзилі.

## Біографія
Народилася 24 лютого 1922 року у Києві, проте у 1927 році родина переїхала до Рівного.
Навчалася у Рівненській приватній українській гімназії, де викладали її батьки — Надія Шульгина та Роман Іщук. Після закінчення гімназії у 1940 році вступила на факультет іноземних мов Львівського університету, де провчилась рік. В університеті вивчала німецьку мову.
Під час другої світової війни працювала перекладачем у Рівному та Львові.
У 1944 році родина Шульгиних-Іщуків на еміграції. Спочатку вони мешкали у таборі для переміщених осіб у Аугсбургу.
Закінчила славістичний факультет Українського вільного університету у Мюнхені.
Потім переїхала до США, продовжувала навчання в Пенсільванському університеті (м. Філадельфія) на слов'янському відділі, у 1955 році здобула ступінь магістра. У 1956 році отримала ступінь доктора гуманітарних наук. Вона стала однією з перших українок в Північній Америці, які захистили докторат з гуманітарних наук.
У 1963—1983 роках викладала українську мову та літературу у Пенсильванському університеті, де заснувала український відділ у славістичній бібліотеці. Головну увагу у дослідженнях звертала на українську класичну літературу XIX — XX століть в контексті процесів у світовій літературі.
У 1983—1987 роках викладала в Макворі (Австралія). Досліджувала творчість Лесі Українки, Василя Стуса, Василя Симоненка, Івана Світличного.
Була членом Управи американської асоціації університетських професорів, дійсним членом Української вільної академії наук (УВАН) і Наукового товариства імені Шевченка.
З 1952 року вона була заступницею голови Українського Золотого Хреста, понад 50 років входила до Союзу українок Америки, понад 30 років була членом редакційної колегії журналу «Наше життя», член Світової федерації українських жіночих організацій.
Двоюрідний брат (по матері) — Володимир Шульгин (1894—1918), загинув у бою під Крутами.

## Творчість
Авторка книг «Леся Українка: ідея свободи України в спектрі світової цивілізації. Розвідки і доповіді» (2008), «Вибраних студій з історії, лінгвістики, літературознавства і філософії» (2010).
Окремі видання:
- Іщук-Пазуняк Н. Вибрані студії з історії, лінгвістики, літературознавства і філософії. — К.: Видавництво імені Олени Теліги, 2010. — 534 с.
- Пазуняк Н. Постать великої ученої // Свобода. — 1983. — 8—10 листопада. (про Полонську-Василенко Н. Д.)